# あやの沙希
あやの 沙希（あやの さき、1989年8月7日 - ）は、日本のAV女優。京都府出身。ヴァンキッシュ所属。
ナチュラルな関西弁を生かした作品への出演が多い。
身長：161cm 、スリーサイズ：B84・W58・H82 、Dカップ。

## 略歴
- 2011年4月に「New Comer 大阪で発見!噂の脚線美人は脱いでもスゴかった」でマックス・エーよりAVデビュー[1]。

## 人物
- 趣味:映画鑑賞、海外旅行[1]
- 特技:クッキング[1]

## 作品

### アダルトビデオ
- New Comer 大阪で発見!噂の脚線美人は脱いでもスゴかった（2011年4月8日、マックス・エー）
- めっちゃエッチ好きやねん （2011年5月13日、マックス・エー）
- 奇跡の9頭身BODY 超美脚×エロ舌×関西弁 （2011年6月10日、マックス・エー）
- 濃密接吻と唾液淫口 －沙希の絶品な舌使い－ （2011年7月8日、マックス・エー）
- OL沙希の香りたつパンスト美脚 （2011年8月12日、マックス・エー）
- 気持ち良くても声出したらアカンよ （2011年9月23日、マックス・エー）
- 関西弁淫語で挑発 あやの沙希に筆おろしされてみませんか？ （2011年10月28日、マックス・エー）